# Сервей Иноцент
Сервей Иноцент (на латински: Servaeus Innocens) е политик и сенатор на Римската империя през 1 век.
През 82 г. консули са император Домициан и Тит Флавий Сабин. След тях през 82 г. Сервей Иноцент става суфектконсул с неизвестен колега.